# Narcissus poculiformis
Narcissus poculiformis är en amaryllisväxtart som beskrevs av Richard Anthony Salisbury. Narcissus poculiformis ingår i släktet narcisser, och familjen amaryllisväxter. Inga underarter finns listade i Catalogue of Life.